# Arctia caja
Arctia caja ili velika medonjica je vrsta noćnog leptira (moljca) iz porodice Erebidae, koju je opisao Karl Line, 1758. godine.

## Ekologija vrste

### Rasprostranjenje
Vrsta je holarktičkog rasprostranjenja, a prisutna je od Južne Evrope do Istočne Azije, kao i u Severnoj Americi. Podnosi velike nadmorske visine i umerene do hladne temperature za razvoj. U pojedinim delovima areala, naročito u razvijenim zemljama, beleži se pad u brojnosti te se status ugroženosti revidira. U Srbiji je ovo relativno česta vrsta tokom letnjih meseci. Naseljava planinske krajeve, i često dolazi na veštačko svetlo.

### Stanište i biljka hraniteljka
Arctia caja je polifagna vrsta, pa se i staništa razlikuju po karakteristikama. To mogu biti livade, proplanci i čistine na većim nadmorskim visinama, rubovi šuma, suburbana staništa, visoke biljne zajednice, prerasle bašte i slično. Od hraniteljke se beleže biljne vrste poput: Urtica dioica (kopriva), Crataegus monogyna (glog) i Taraxacum officinale (maslačak). Preferiraju vrste sa specifičnim alkaloidima, koji im kasnije pružaju zaštitu od predatora.

### Životni ciklus
Adulti lete tokom leta i noćni su letači, a gusenice su zrele u junu. Stadijum prezimljavanja je larva ranijih stupnjeva, pa se tada mogu sresti zaštićene pod vegetacijom.

## Opis

### Razvojni stadijumi
Jaja se polažu u velikim grupama, sferična su, sjajna i bele do srebrne boje. Gusenica ranih stupnjeva odlikuju bled integument i dugačke sete na papiloznim osnovama. Gusenice prvog stupnja žive i hrane se gregarno. Gusenice trećeg i četvrtog larvenog stupnja imaju izraženu belu, široku mediodorzalnu liniju, narandžastu lateralnu i sve papilozne osnove sem dva reda subdorzalnih postaju belo-srebrne i gotovo svetlucave. Sete su žute ili svetlo narandžaste. Zrele gusenice su izuzetno raskošnih, gustih i dugih seta, tako da poptuno prekrivaju integument. Lateralno, uočlljive su sjajne papilozne osnove. Sete su na toraksu i lateralno narandžaste, dok je dorzalni deo seta dvobojan: crne su pri osnovi i bele na vrhu. Iako veoma atraktivne, gusenice su fatalne po potencijalne predatore, a i iritativne na dodir. Njihove sete i integument opremljeni su toksičnim komponentama. Kod osetljivih osoba, može se javiti blagi kontaktni dermatitis. Lutka je skoro crna, glatka i zaštićena svilenim kokonom.

### Odrasle jedinke
Odrasle jedinke privlači nektar, te dolaze i u urbane sredine. Raspon krila je između 40 i 60mm, a kako su polifagni opisano je mnoštvo aberacija. Najčešći izgled uključuje smeđa prednja krila prošarana belim poljima, dok su donja krila narandžasta i markirana okruglim plavim markacijama. Njihov obrazac i boja ukazuju na aposematizam, upozoravajuću obojenost, kao signal predatorima. 

## Literatura
- Ebert, Günter (ed.) (1997): Die Schmetterlinge Baden-Württembergs. Vol.5: Nachtfalter III (Sesiidae, Arctiidae, Noctuidae). Ulmer Verlag, Stuttgart.  3-8001-3481-0
- Stevens, Martin (2005). „The role of eyespots as anti-predator mechanisms, principally demonstrated in the Lepidoptera”. Biol. Rev. 80 (4): 573—588. PMID 16221330. S2CID 24868603. doi:10.1017/S1464793105006810.

## Spoljašnje veze
- Savela, Markku. „Arctia caja (Linnaeus, 1758)”. Lepidoptera and Some Other Life Forms. Приступљено 6. 8. 2019.